# 奥塔 (南科西嘉省)
奥塔（法語：Ota，法語發音：[ɔta]）是法国南科西嘉省的一个市镇，属于阿雅克肖区。

## 地理
奥塔（42°15'29"N, 8°44'37"E）面积38.16 平方千米，位于法国南科西嘉省，该省份位于科西嘉南部，后者为地中海西部的一座岛屿，也是法国的一个单一领土集体，位于法国大陆部分的东南面，意大利半島的西面，最临近的地块是撒丁岛。
与奥塔接壤的市镇（或旧市镇、城区）包括：塞列拉、埃维萨、马里尼亚纳、皮亚纳。
奥塔的时区为UTC+01:00、UTC+02:00（夏令时）。

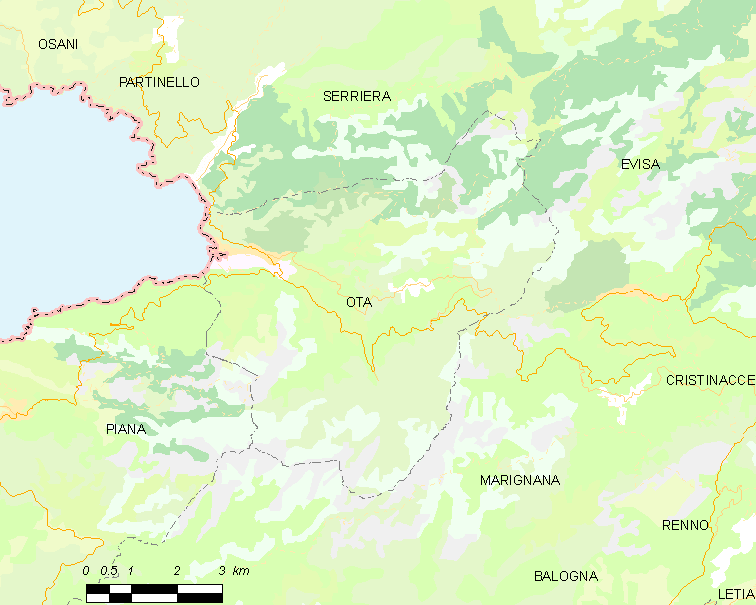
奥塔的OSM定位图

## 行政
奥塔的邮政编码为20150，INSEE市镇编码为2A198。

## 政治
奥塔所属的省级选区为塞维-索鲁-奇纳尔卡县。

## 人口

1962-2008年间奥塔人口变化图示

奥塔于2022年1月1日时的人口数量为471人。